# جورج ويليام مكدونالد
جورج ويليام مكدونالد هو سياسي كندي، ولد في 20 نوفمبر 1875، وتوفي في 6 أبريل 1950. حزبياً، نشط في الحزب الليبرالي الكندي. وقد انتخب عضو مجلس العموم الكندي.